# 辰巳台西
辰巳台西（たつみだいにし）は、千葉県市原市の辰巳台地区にある町丁。市原市役所辰巳台支所が置かれている。また、辰巳台団地を構成する町丁の一つである。現行行政地名は辰巳台西一丁目から辰巳台西五丁目。郵便番号は290-0004。

## 概要
市原市北部の辰巳台地区に位置する。市原市で最初の大規模住宅団地で、当時「東洋一の団地」と称された辰巳団地の一部である。全域に住居表示が施行されているが、換地処分で地番変更を実施したため、建物が存在する場合は、ほとんどの場合において地番と住居表示が一致する

## 地理
辰巳台西は、市原市の北側（千葉市寄り側）に位置する。周辺は東に同じ辰巳台地区である辰巳台東と隣り合う他、北に大厩、西に山木、南に能満とそれぞれの地名と接する。

## 地価
住宅街の地価では2016年（平成28年）の公示地価によれば、辰巳台西4丁目14番5の地点で53,400(円/m2)となっている。

## 世帯数と人口
2022年4月1日現在の世帯数と人口は以下の通りである。
| 町丁字         | 世帯数    | 人口総数 | 人口  | 人口     | 人口  |
| 町丁字         | 世帯数    | 人口総数 | 若年  | 生産年齢 | 老年  |
| -------------- | --------- | -------- | ----- | -------- | ----- |
| 辰巳台西一丁目 | 368世帯   | 888人    | 9.8%  | 66.7%    | 23.5% |
| 辰巳台西二丁目 | 396世帯   | 1,027人  | 8.0%  | 73.5%    | 18.5% |
| 辰巳台西三丁目 | 405世帯   | 759人    | 5.7%  | 72.2%    | 22.1% |
| 辰巳台西四丁目 | 329世帯   | 746人    | 17.4% | 55.0%    | 27.6% |
| 辰巳台西五丁目 | 148世帯   | 311人    | 10.3% | 53.1%    | 36.6% |
| 計             | 1,646世帯 | 3,731人  | 10.0% | 66.2%    | 23.8% |

## 通学区域
市立小学校・市立中学校及び県立高等学校の通学区域は以下の通りである。
| 丁目           | 番地 | 小学校                 | 中学校               | 高等学校 |
| -------------- | ---- | ---------------------- | -------------------- | -------- |
| 辰巳台西一丁目 | 全域 | 市原市立辰巳台西小学校 | 市原市立辰巳台中学校 | 第9学区  |
| 辰巳台西二丁目 | 全域 | 市原市立白幡小学校     | 市原市立辰巳台中学校 | 第9学区  |
| 辰巳台西三丁目 | 全域 | 市原市立辰巳台西小学校 | 市原市立辰巳台中学校 | 第9学区  |
| 辰巳台西四丁目 | 全域 | 市原市立辰巳台西小学校 | 市原市立辰巳台中学校 | 第9学区  |
| 辰巳台西五丁目 | 全域 | 市原市立辰巳台西小学校 | 市原市立辰巳台中学校 | 第9学区  |

## 施設

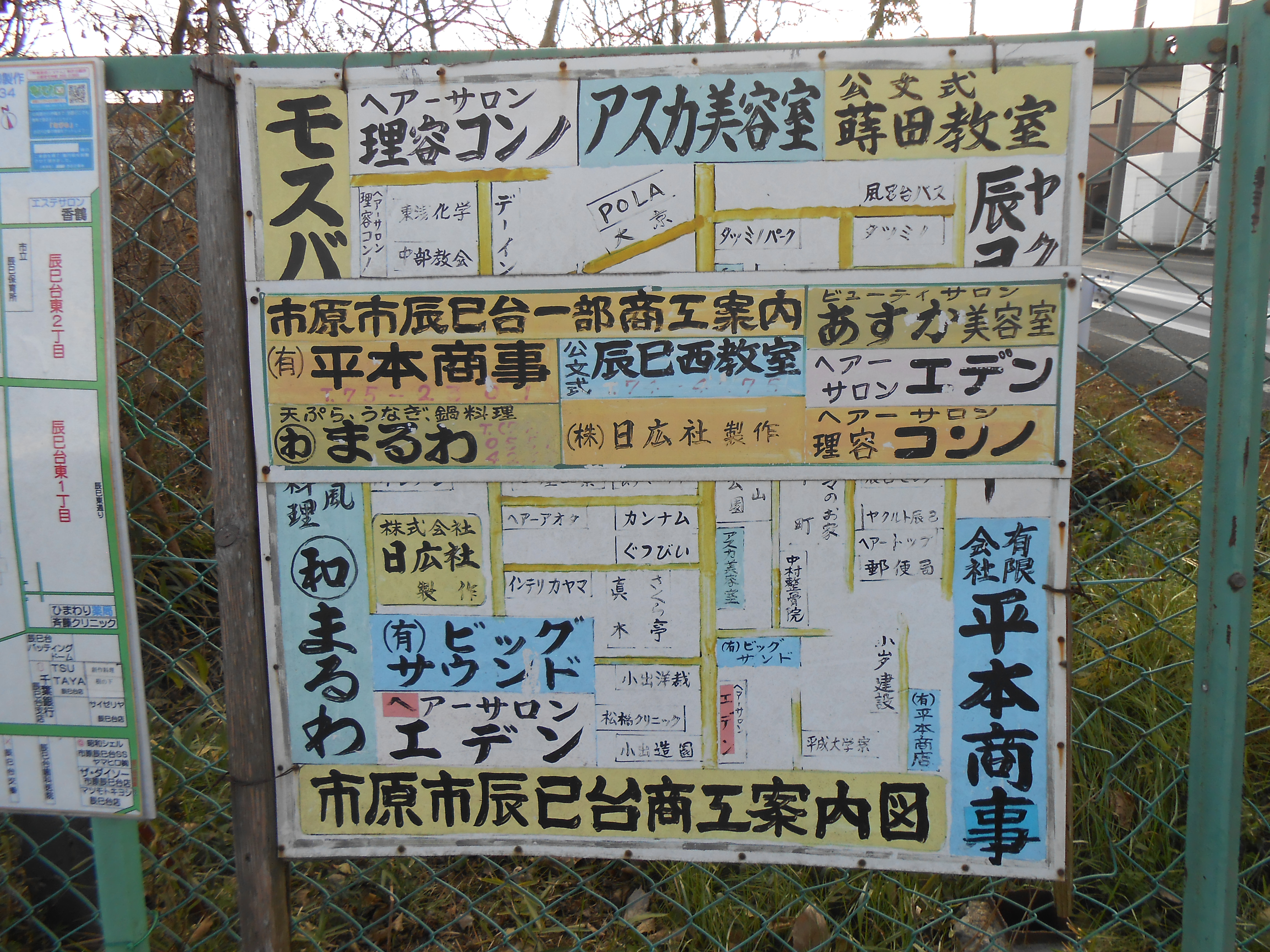
辰巳台東の道路沿いにある、地元の商店街についての非常に古い案内図。掲載されている店舗の多くは現存しない。この地図は南北が逆（南が上）になっており、「タツミノパーク」とあるのは現在のパチンコ店「タツミパーク」である。地図のやや右下にある「郵便局」は「市原辰巳台西郵便局」を指している。「平成大学寮」の記載もあるが、帝京平成大学千葉キャンパスの寮は現在この位置にない。なお辰巳台東には同大の「青葉寮」が存在する。

### 公共系施設
- 市原市役所辰巳台支所
- 市原市立辰巳台西小学校
- 市原辰巳台西郵便局
- マリアインマクラダ幼稚園

### 商業施設
- ウエルシア市原辰巳台店
- ほっともっと辰巳台店
- デニーズ市原辰巳台店

### 集合住宅
- 辰巳台西県営住宅
- 辰巳台西第三県営住宅
- 三井造船西アパート

### その他
- 辰巳弁天緑地

## 交通

### 鉄道
駅は存在しないが最寄りは以下の通りである。
- JR東日本内房線 - 八幡宿駅
- 京成電鉄千原線 - ちはら台駅

### 道路
1. 国道
  - なし
2. 県道
  - なし
3. 主要市道
  - 辰巳通り